# Jabberd14
Jabberd14 (vroeger bekend onder de naam jabberd) is een vrije en opensource XMPP-server daemon. Het programma wordt verspreid onder de GPL/JOSL.
De software staat gebruikers toe aan het XMPP-netwerk deel te nemen of zelf een eigen XMPP-server in de richten. Jabberd was de eerste software voor XMPP en hierdoor was de populariteit in het begin groot. Deze nam echter af naarmate dat er meer XMPP-software werd ontwikkeld.